# Estação Myllypuro

Myllypuro é uma estação das 16 estações da linha única do Metro de Helsínquia.
| Oeste ou norte             |  |        |  | Leste ou Sul              |
| -------------------------- |  | ------ |  | ------------------------- |
| Kontula sentido Mellunmäki |  | M2 (d) |  | Itäkeskus sentido Tapiola |
| editar no Wikidata         |  |        |  |                           |